# 16 ianuarie
ianuarie • februarie • martie  • aprilie  • mai  • iunie  • iulie  • august  • septembrie  • octombrie  • noiembrie  • decembrie
16 ianuarie este a 16-a zi a calendarului gregorian. Mai sunt 349 de zile până la sfârșitul anului (350 de zile în anii bisecți).

## Evenimente

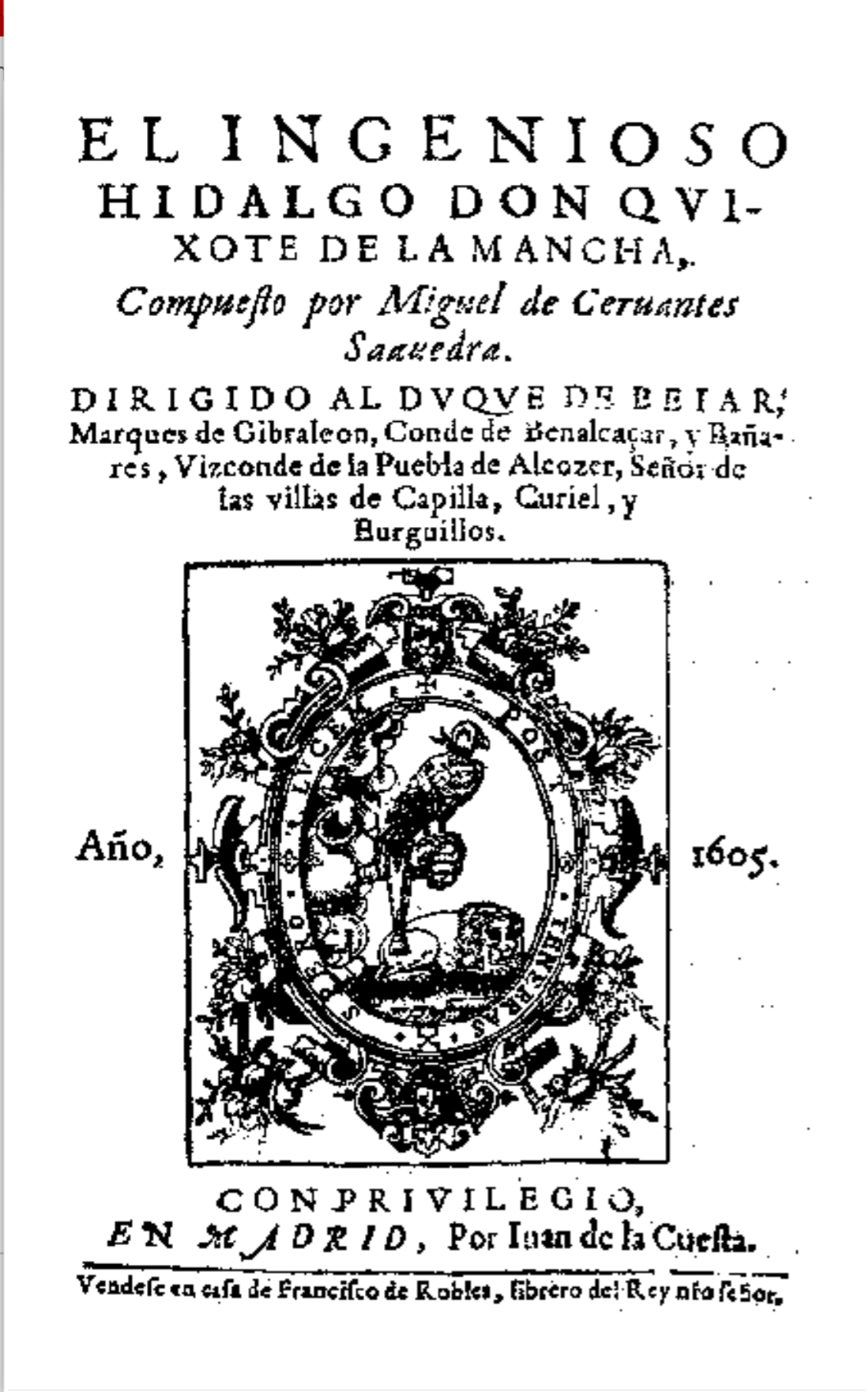
1605: Prima ediție a El ingenioso hidalgo Don Quijote de la Mancha de Miguel de Cervantes este publicată la Madrid, Spania.

1632: Are loc ședința de anatomie ținută la Amsterdam, între breasla chirurgilor; corpul este al unui criminal executat prin spânzurare (Adriaan Adriaanszoon, sub pseudonimul de “Aris Kindt”). Rembrandt va picta în același an “Ora de anatomie a doctorului Nicolaes Tulp” (foto).

- 27 î.Hr.: Senatul roman îi acordă lui Gaius Julius Caesar Octavianus titlul de Augustus, marcând începutul Imperiului Roman.[1]
- 1547: Marele Duce Ivan al IV-lea al Moscovei (Ivan cel Groaznic) devine primul țar al Rusiei, înlocuind Marele Ducat al Moscovei, vechi de 264 de ani, cu țaratul Rusiei.[2]
- 1556: Filip al II-lea devine rege al Spaniei.[3]
- 1605: Prima ediție a El ingenioso hidalgo Don Quijote de la Mancha de Miguel de Cervantes este publicată la Madrid, Spania.
- 1632: Are loc ședința de anatomie ținută la Amsterdam, între breasla chirurgilor; corpul este al unui criminal executat prin spânzurare (Adriaan Adriaanszoon, sub pseudonimul de “Aris Kindt”). Rembrandt va picta în același an “Ora de anatomie a doctorului Nicolaes Tulp”.
- 1707: Parlamentul scoțian ratifică Actul de Unire, deschizând calea pentru crearea Marii Britanii.[4]
- 1909:  Expediția lui Ernest Shackleton găsește Polul Sud magnetic.[5]
- 1919: Intră în vigoare un amendament la Constituția SUA care interzice fabricarea și consumul băuturilor alcoolice ("Legea prohibiției"), în vigoare până la 5 decembrie 1933.
- 1924: Eleftherios Venizelos devine prim-ministru al Greciei pentru a patra oară.
- 1942: Prăbușirea zborului 3 TWA, ucigând toți cei 22 de la bord, inclusiv vedeta de film Carole Lombard.[6]
- 1945: În urma Convenției de Armistițiu, care stabilea, la articolul 11, reparațiile de război datorate de România Uniunii Sovietice (300 de milioane de dolari), s-a semnat Convenția economică „asupra mărfurilor pe care România urmează să le livreze în compensarea daunelor cauzate de către România Uniunii Sovietice prin operațiunile militare și ocuparea teritoriului sovietic".
- 1945: Adolf Hitler se mută în bunker-ul său, așa-numitul Führerbunker.
- 1946: George Călinescu începe la Facultatea de Litere din Universitatea București, cursul "Istoria literară ca știință inefabilă și sinteză epică" cu lecția de deschidere intitulată "Sensul clasicismului".
- 1965: Reprezentanțele diplomatice ale României și Danemarcei sunt ridicate la nivel de ambasadă.
- 1969: Studentul ceh Jan Palach în vârstă de 20 de ani își dă foc, la Praga, lângă clădirea Muzeului Național, pentru a protesta împotriva invaziei armatei sovietice cu un an înainte.[7]

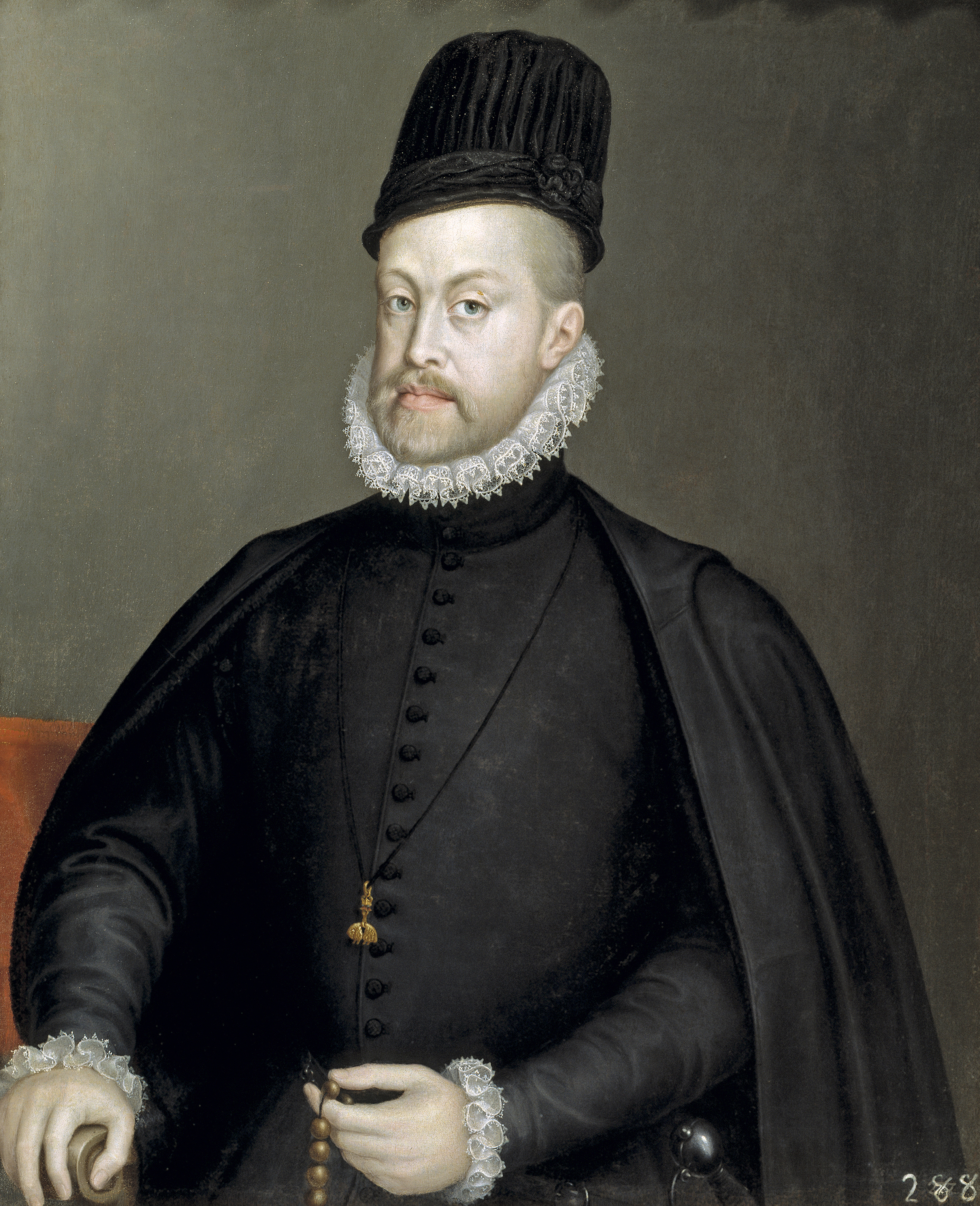
1556: Filip al II-lea devine rege al Spaniei.

- 1969: Navele spațiale sovietice Soyuz 4 și Soyuz 5 efectuează prima andocare a navelor spațiale cu echipaj pe orbită, primul transfer de echipaj de la un vehicul spațial la altul și singura dată când un astfel de transfer a fost realizat cu o plimbare în spațiu.
- 1979: În urma unor puternice manifestații, șahul Mohammad Reza Pahlavi Aryamehr a părăsit Iranul, ceea ce a dus la sfârșitul monarhiei în Iran.[8]
- 1991: Lansarea operațiunii "Furtună în deșert" (ora 3.00, ora Bagdadului) pentru eliberarea Kuwaitului, invadat la 2 august 1990 de Irak. Are loc primul atac aerian declanșat de coaliția internațională (SUA, Marea Britanie, Arabia Saudită, Kuwait) împotriva Irakului.
- 2000: Eclipsă totală de soare. Vizibilitate maximă: SUA, Canada, America de Sud.
- 2001: Președintele congolez Laurent-Désiré Kabila este asasinat de unul dintre propriii săi bodyguarzi la Kinshasa.[9]
- 2003: Naveta spațială Columbia decolează pentru misiunea STS-107, care ar fi ultima sa misiune. Columbia s-a dezintegrat 16 zile mai târziu la reintrarea în atmosfera Pământului.
- 2005: Românca Adriana Iliescu (~67 de ani) este cea mai vârstnică femeie din lume care dă naștere unui copil. Va deține recordul timp de aproape 2 ani.
- 2006: Ellen Johnson Sirleaf depune jurământul ca noul președinte al Liberiei. Ea devine prima femeie din Africa aleasă ca șef al statului.[10]

## Nașteri
- 1409: René de Anjou, rege al Neapole (d. 1480)
- 1616: François, Duce de Beaufort, nobil francez, figură prominentă a Frondei (d. 1669)
- 1735: Karl Christian, Prinț de Nassau-Weilburg (d. 1788)
- 1749: Vittorio Alfieri, scriitor și filozof italian (d. 1803)
- 1794: Antoni Oleszczyński, gravor polonez (d. 1879)
- 1822: Henri d'Orléans, duce de Aumale, fiu al regelui Ludovic-Filip al Franței (d. 1897)
- 1833: Jules de Seynes, medic, botanist, naturalist francez (d. 1912)
- 1836: Francisc al II-lea al Celor Două Sicilii (d. 1894)
- 1838: Franz Brentano, filosof german (d. 1917)
- 1846: Iacob N. Lahovari,  general și politician român (d. 1907)
- 1849: Hans Ole Brasen, pictor danez (d. 1930)
- 1901: Fulgencio Batista, ofițer militar, politician și dictator cubanez (d. 1973)
- 1907: Alexander Knox, actor canadian (d. 1995)

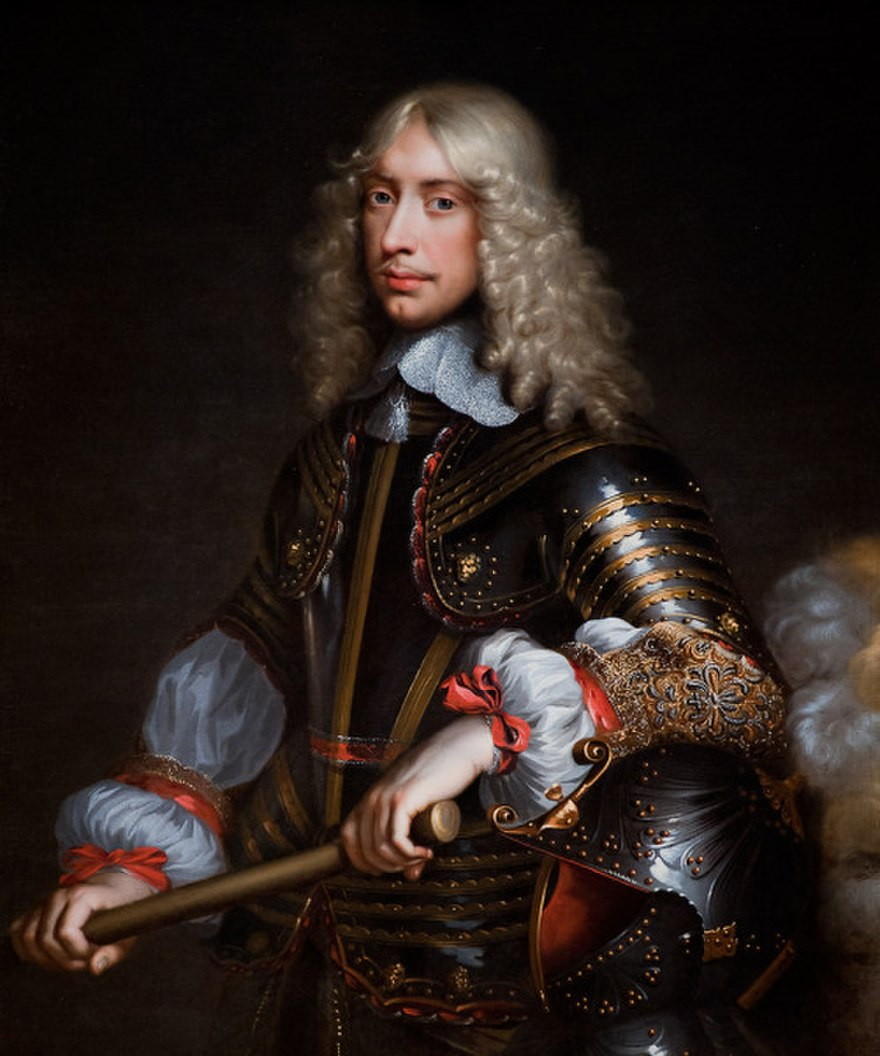
François, Duce de Beaufort, nobil francez, figură prominentă a Frondei
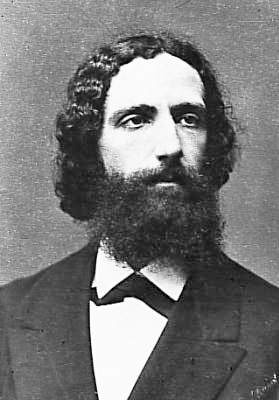
Franz Brentano, filosof german
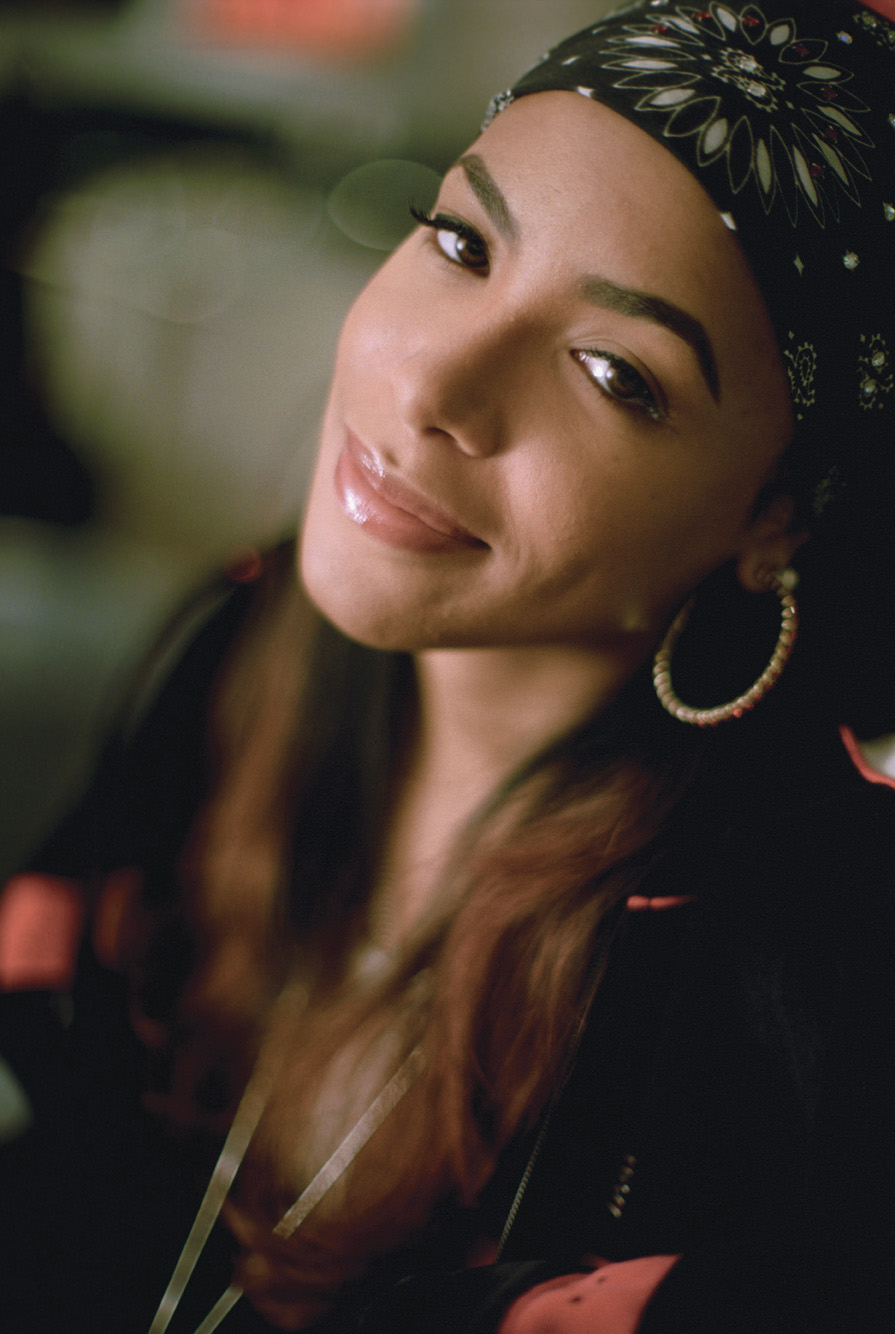
Aaliyah, cântăreață americană

- 1928: Virgil Calotescu, regizor român (d. 1991)
- 1932: Victor Ciocâltea, șahist român (d. 1983)
- 1932: Dian Fossey, zoologă și cercetătoare americană (d. 1985)
- 1933: Susan Sontag, scriitoare american (d. 2004)
- 1938: Infantele Carlos, Duce de Calabria (d. 2015)
- 1942: Carlo Maria Viganò, fost înalt cap al bisericii catolice
- 1942: Aurel Dragoș Munteanu, prozator și eseist român, stabilit în SUA
- 1944: Radu Boruzescu, scenograf român, stabilit în Franța
- 1946: Kabir Bedi, actor indian
- 1946: Saveta Bogdan, interpretă de muzică populară
- 1948: John Carpenter, regizor american
- 1951: Radu Gheorghe, actor român
- 1954: Morten Meldal, chimist danez, laureat Nobel
- 1959: Sade Adu, cântăreață, compozitoare britanico-nigeriană
- 1963: James May, gazdă a mai multor show-uri tv, Top Gear, Grand Tour și a site-ului Drive Tribe.
- 1965: Gabriela Crețu, politician român
- 1969: Per Yngve Ohlin, solist vocal suedez (d. 1991)
- 1969: Roy Jones Jr., boxer profesionist, rapper și actor american
- 1974: Kate Moss, fotomodel britanic
- 1979: Aaliyah, cântăreață și actriță americană (d. 2001)
- 1984: Stephan Lichsteiner, fotbalist elvețian
- 1985: Ghintaras Janusevicius, pianist lituanian
- 1985: Pablo Zabaleta,  fotbalist argentinian
- 1986: Dmîtro Boiko, scrimer ucrainean
- 1987: Ionut Larie, fotbalist român
- 1989: Kiesza, cântăreață canadiană
- 1991: Cătălina Preda, handbalistă română
- 1993: Magnus Cort Nielsen, ciclist danez
- 1996: Jennie Kim, cântăreață și model din Coreea de Sud
- 1997: Azteca, rapper român
- 1997: Pau Torres, fotbalist spaniol
- 1998: Daciana Hosu, handbalistă română

## Decese
- 1160: Herman al III-lea de Baden,  margraf de Verona și de Baden (n. c. 1105)
- 1710: Împăratul Higashiyama al Japoniei (n. 1675)
- 1794: Edward Gibbon, istoric englez (n. 1737)
- 1879: Octave Crémazie, poet canadian (n. 1827)
- 1886: Amilcare Ponchielli, compozitor de operă italian (n. 1834)
- 1890: Giulio Carmignani, pictor italian (n. 1813)
- 1891: Léo Delibes, compozitor francez (n. 1836)

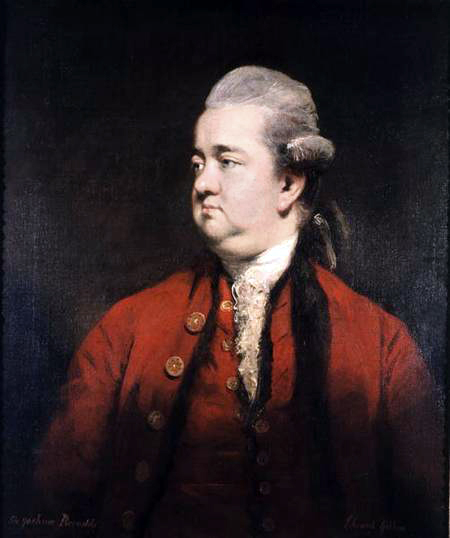
Edward Gibbon, istoric englez
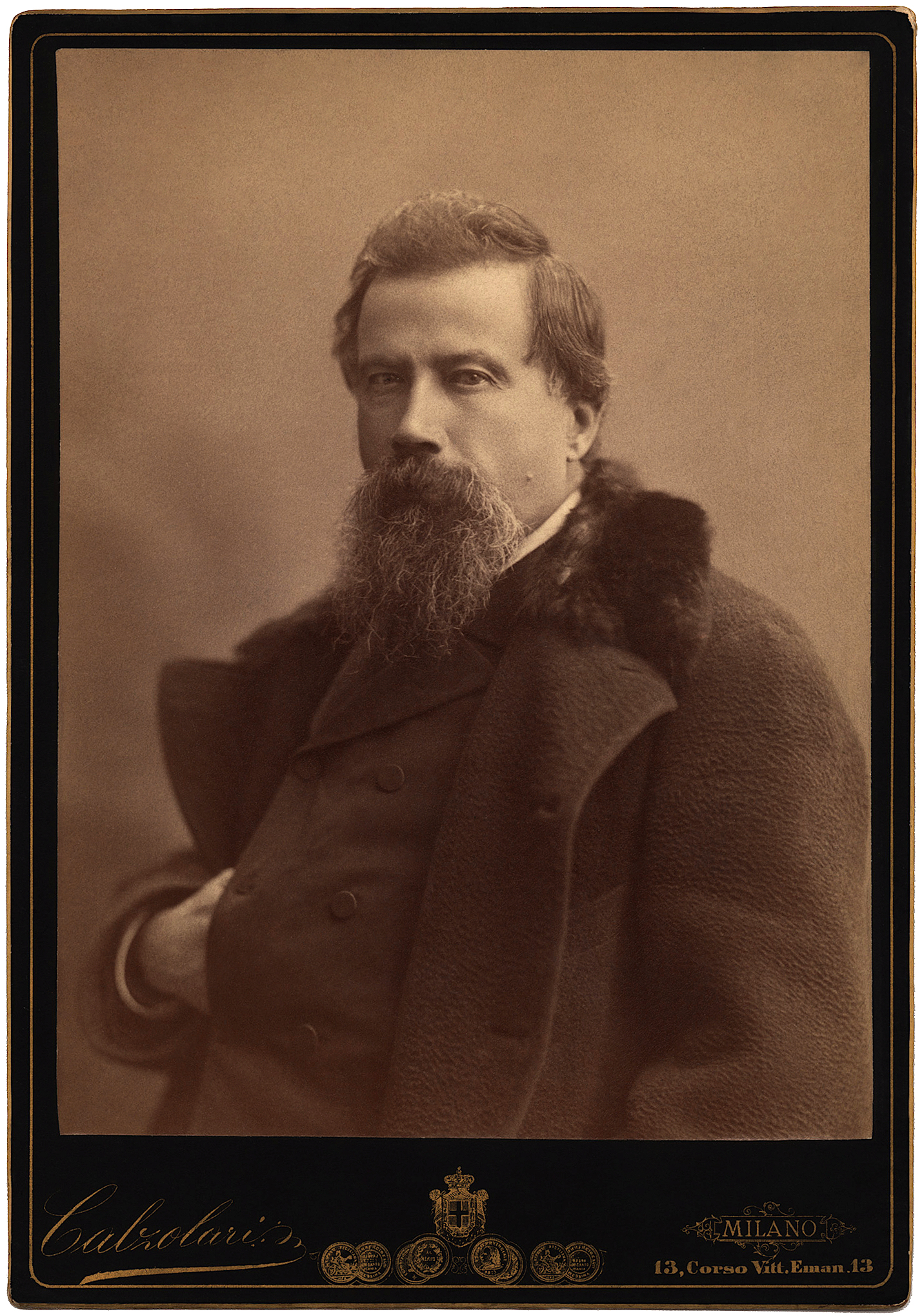
Amilcare Ponchielli, compozitor de operă italian
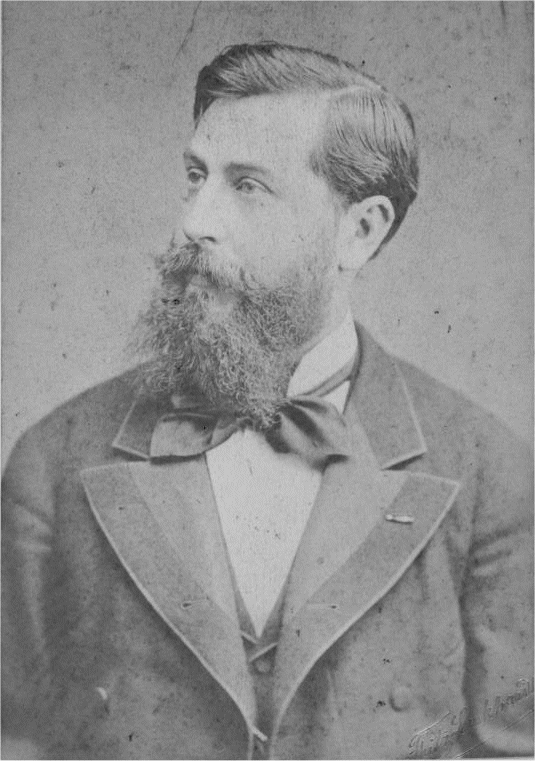
Léo Delibes, compozitor francez

- 1901: Arnold Böcklin, pictor elvețian (n. 1827)
- 1928: Bernhard al III-lea, Duce de Saxa-Meiningen (n. 1851)
- 1930: Angiolo Achini, pictor italian (n. 1850)
- 1931: Vasile C. Osvadă,  economist și înalt funcționar bancar român (n. 1875)
- 1942: Carole Lombard, actriță americană (n. 1908)
- 1942: Prințul Arthur, Duce de Connaught, fiu al reginei Victoria (n. 1850)
- 1946: Paul Cretzoiu, botanist, briolog, micolog, lichenolog român (n. 1909)
- 1957: Arturo Toscanini, dirijor italian (n. 1867)
- 1957: Alexander Cambridge, Conte de Athlone, fratele reginei Mary (n. 1874)
- 1981: Cornel Coman, actor român (n. 1936)
- 1994: Jean Ionescu, actor român (n. 1928)
- 2001: Laurent-Désiré Kabila, președinte al Republicii Democrate Congo (n. 1939)

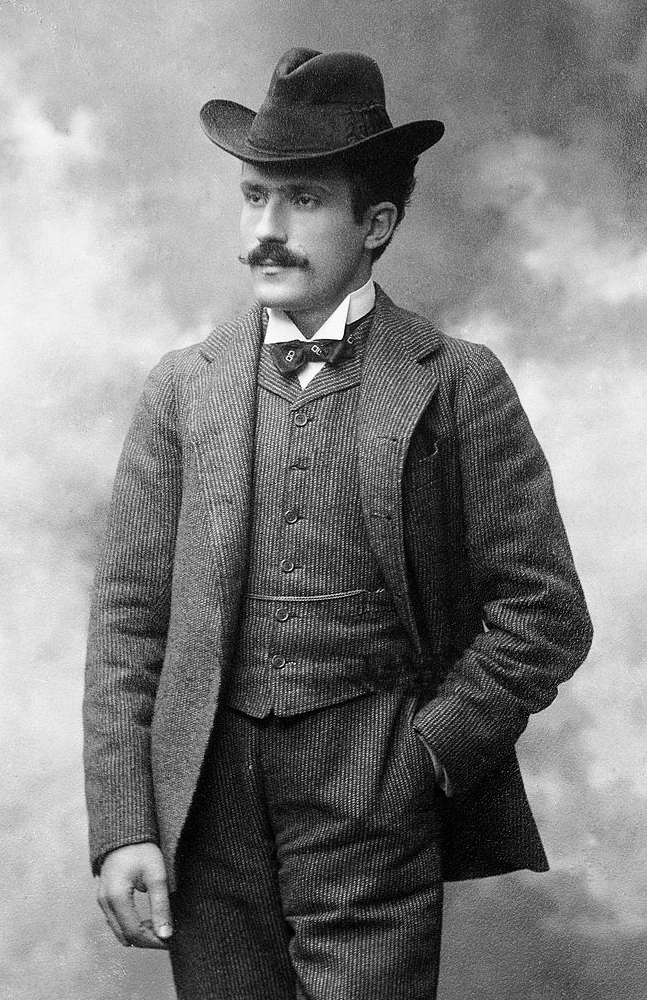
Arturo Toscanini, dirijor italian
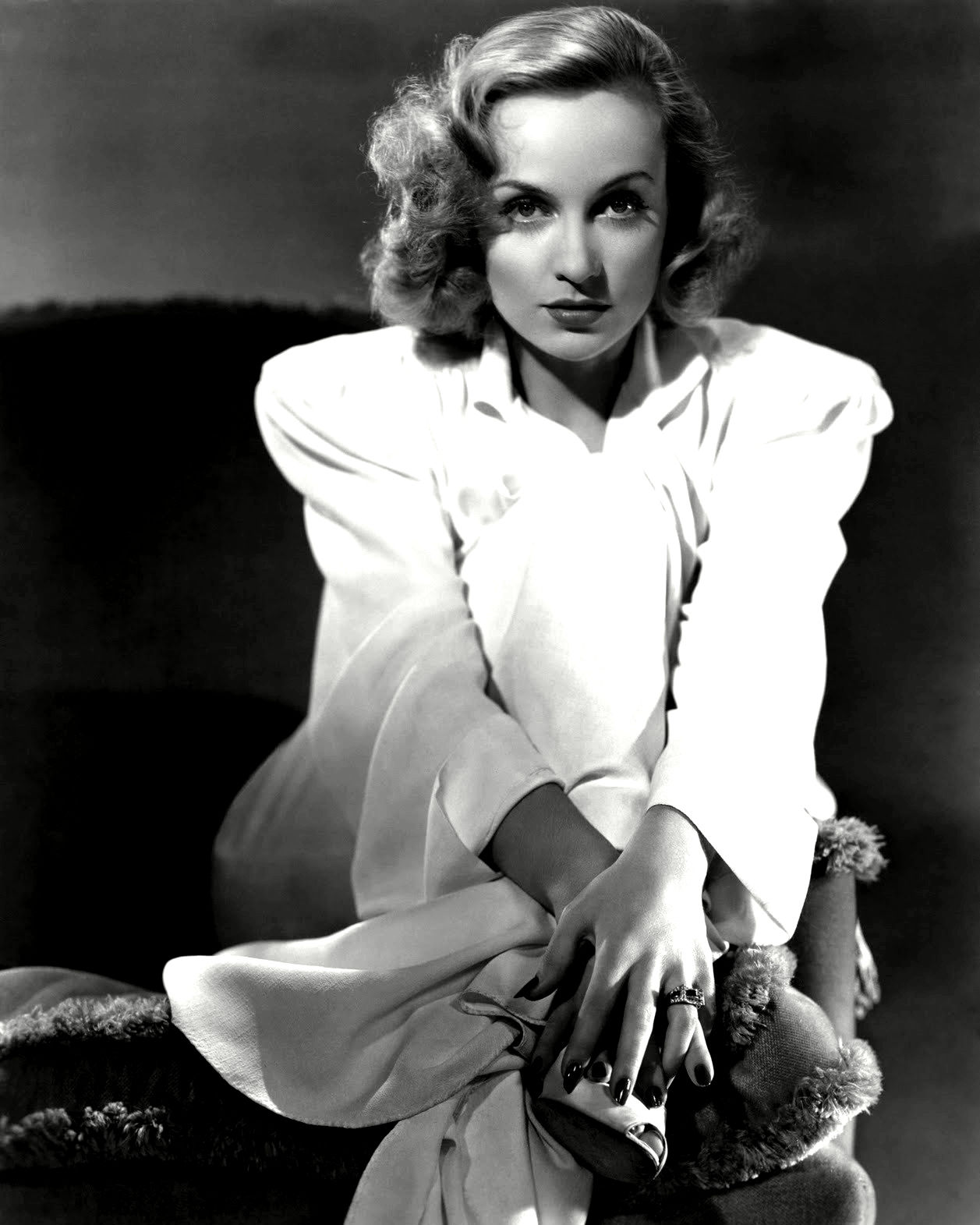
Carole Lombard, actriță americană
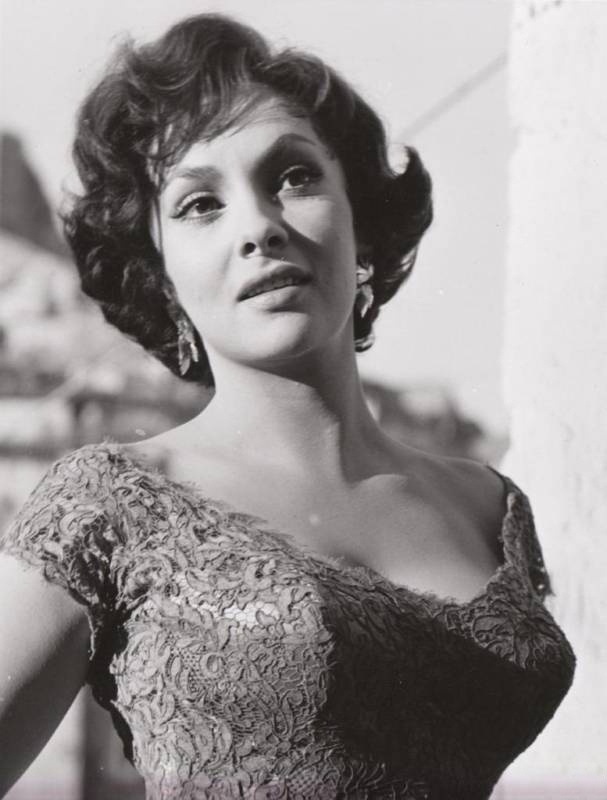
Gina Lollobrigida, actriță italiană

- 2002: Robert Hanbury Brown, astronom și fizician britanic (n. 1916)
- 2003: Andrei Codarcea, actor român (n. 1925)
- 2003: Chris Mead, ornitolog britanic (n. 1940)
- 2017: Eugene Cernan, astronaut american (n. 1934)
- 2021: Phil Spector, producător și textier american (n. 1939)
- 2022: Andrei Mudrea, pictor și artist plastic român din Republica Moldova (n. 1954)
- 2023: Gina Lollobrigida, actriță italiană (n. 1927)
- 2025: David Lynch, regizor american (n. 1946)
- 2025: Joan Plowright, actriță britanică (n. 1929)

## Sărbători
- Cinstirea lanțului Sf. Ap. Petru (calendar creștin-ortodox; greco-catolic)
- Sf. Mc. Pevsip și cei impreuna cu el (calendar creștin-ortodox)
- Sf. Marcel I; Priscilla (calendar romano-catolic)